# Flauta i tamborí
Flauta i tamborí és una parella d'instruments que toca un sol músic, que consisteix en una flauta de tres forats que toca amb una mà i un petit tambor que toca amb l'altra. El tambor penja del braç esquerre de l'intèrpret o al voltant del coll, deixant les mans lliures per batre el tambor amb un pal a la mà dreta i tocar la flauta amb el polze i els dos primers dits de la mà esquerra.
La flauta està feta de fusta, metall o plàstic i consisteix en una flauta cilíndrica de forat estret (proporció 1:40 diàmetre: longitud) perforat amb tres forats prop d'un extrem, dos al davant i un al darrere. A l'extrem oposat hi ha un bloc, similar al que s'utilitza en una flauta dolça.
El conjunt flauta i tamborí està estes per tot el món, a la majoria de continents i a molts països. Cada cultura ha desenvolupat un estil de flauta diferent, de manera que té un mètode diferent de tocar i un rang diferent de notes. El més petit de la família és la flauta Piccolo, mentre que la més gran és la fujara .
A Europa hi ha moltes variacions d'aquests instruments. La flauta i el tamborí es representen en manuscrits il·luminats, talles en pedra i fusta d'edificis eclesiàstics, vitralls i llibres impresos primitius.

## Primeres descripcions
Mersenne esmenta un virtuós, John Price, que podia bufar durant vint-i-dos segons en el galoubet. Praetorius esmenta i il·lustra tres mides del Stamentienpfeiff, el soprà de 20 polzades de llarg, el tenor de 26 polzades i el baix de 30 polzades Un exemplar de galubet baix del museu del Conservatori de Brussel·les té el C mitjà com a nota més baixa.

Early descriptions
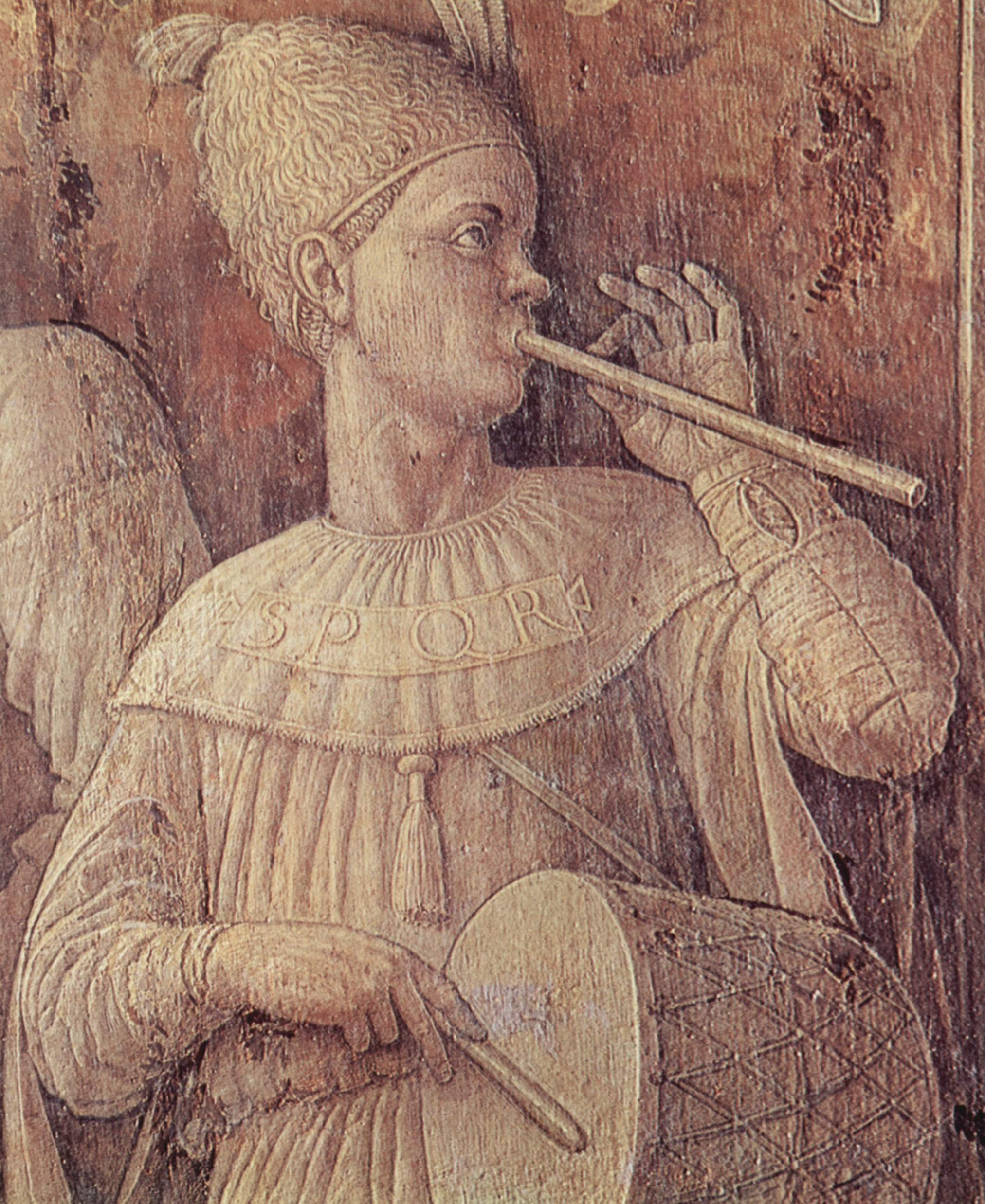
Triomf d'Escipió de La introducció del culte a Cibele a Roma (Andrea Mantegna)
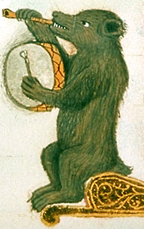
Representació capritxosa d'un os tocant flauta i tambor, d'un llibre de pregàries de mitjan segle XV.
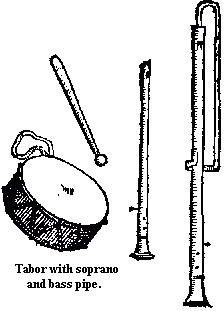
Tabor amb flauta soprano i flauta baix com representa Michael Praetorius
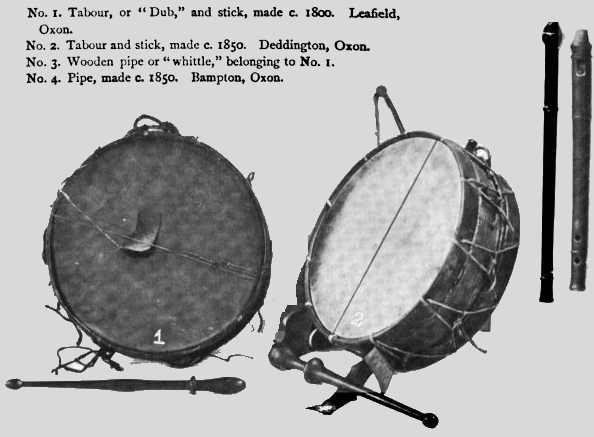
Flautes i tambors anglesos del segle XIX

Podem veure representacions medievals de flauta i tamborí en escultures Arxivat 2018-11-30 a Wayback Machine. i il·luminacions Arxivat 2018-11-30 a Wayback Machine. del segle xiii.

## Tradició anglesa i comparació amb el fife and drum
Fife, tambor, flauta i tamborí són combinacions d'un instrument de vent que es toca en el registre superior acompanyat d'un tambor. El fife, però, és una flauta travessera (bufada lateral), mentre que l'altre és una flaua de tres forats El fife requereix dues mans i, per tant, el tambor ha de ser una persona diferent. El fife i el tambor s'associen a la marxa militar. La flauta i el tamborí tenen una història molt més llarga i s'associen a la música civil i l'etiqueta de la cort. Es feia servir per ballar (per a totes les classes de la societat), en cerimònies i processons, costums populars i entreteniment al carrer.
A Anglaterra s'han trobat flautesde tres forats fetes amb ossos que daten de l'alta edat mitjana. Hi ha imatges de tambors medievals en edificis, com ara les catedrals de York Minster, Lincoln i Gloucester i l'abadia de Tewkesbury .
En les obres de l'època de Shakespeare, els pallassos actuaven entre actes, sovint ballant a la música de la flauta i tamborí
La flauta i el tamborí també es coneixen com a whittle and dub i whit and dub (també s'escriu dubb) en algunes parts del país. El joc de flauta i tamborí í va sobreviure fins al segle xx. Va estar a punt d'extingir-se a principis del segle, però es va produir un revifament d'interès i la tradició anglesa de flauta i tamborí continua viva en el ball de Morris, la música antiga i tota mena d'exhibicions culturals.
Al segle xx, els fabricants de pennywhistles de la generació van introduir una econòmica flauta anglesa de tambor fabricada en metall i amb un embocadura de plàstic. El tabor anglès ha canviat de forma a través de la seva història i ara es veu en una gran varietat de mides i formes segons el caprici del músic. Tradicionalment es toca amb una trampa a la cara superior, però avui de vegades es toca sense.

## Tradició europea

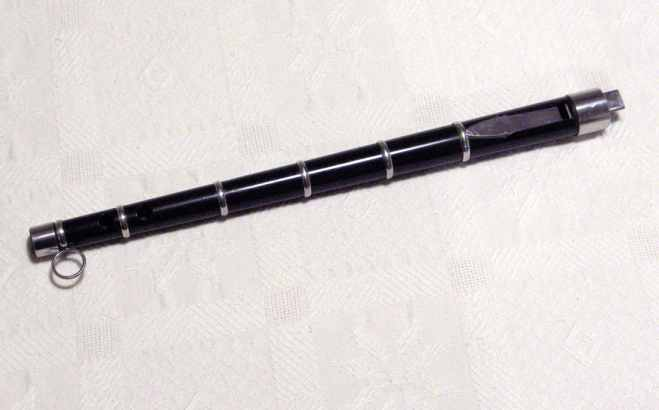
Un txistu.

### Península Ibèrica i Pirineus
La flauta i el tamborí, de diverses formes locals, són populars al País Basc. La txirula (flauta aguda) i el txistu són les dues formes basques de les canonades de tres forats sintonitzades al mode dorian. La flauta i el tamborí (danbolin en basc, flauta tamborileira o flauta pastoril en portuguès, en Fraita Mirandês - la segona llengua oficial de Portugal - tamborí en català) es toca sovint per grups de músics al País Basc.
A part de la seva importància a la regió basca, a la península Ibèrica la flauta i el tamborí segueixen sent una part important de diverses tradicions regionals. La flauta i el tamboril s'utilitzen típicament a les regions de Lleó i Castella (sobretot a Lleó i Salamanca), Extremadura i Andalusia. La flauta o gaita i el tambor o tamboril es toquen a Huelva en celebracions, Cruces de Mayo, danses d'espases i romeries ; a la música que s'utilitza al voltant de la Romeria del Rocío (Huelva, Andalusia), aquesta mateixa flauta es denomina flauta rociera, gaita rociera o de vegades pito rociero (un xiulet més agut).

### Provença
A la Provença es toca una forma de flauta i tamborí anomenada galoubet. La seva escala comença un terç per sota de la flauta i tamborí anglesos. El galoubet s'acompanya amb un tamborí.

## Tradició americana

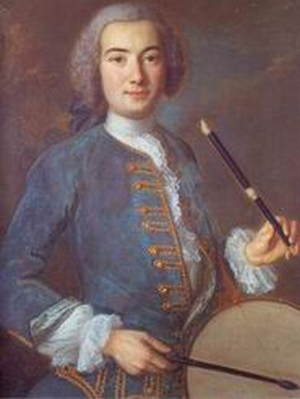
tamborí del amb galoubet.

### Amèrica Llatina
Des de la península ibèrica, la flauta i el tamborí es van portar a les Amèriques, on es continua utilitzant en algunes tradicions populars. La nació Yaqui a Arizona i Mèxic té els seus "tamboristes", i els Tarahumara a les muntanyes de Chihuahua toquen un xiulet de tres forats (no hi ha cap forat del polze posterior) fet amb canya Arundo donax. El tambor utilitzat amb el xiulet és un tambor de pell de doble diàmetre de gran diàmetre. No obstant això, el seu marc de fusta, o closca, és molt estret, potser per estalviar en el pes total.

### Estats Units i Canadà
El ressorgiment de la flauta i el tamborí anglesos es va produir fins a cert punt a tot el món anglòfon, incloent els Estats Units i el Canadà. Un dels més grans fabricants de conjunts de flauta i tambor actual és el taller Kelischeck, a Carolina del Nord, fabricants de la línia d'instruments Susato.
Als Estats Units existia una tradició similar de tocar la flauta de Pan junt amb una pandereta.